# ショーン・モーリー
ショーン・モーリー（Sean Allen Morley、1971年3月6日 - ）は、カナダ・オンタリオ州オークビル出身のプロレスラー。バル・ビーナス（Val Venis）のリングネームで知られる。

## 来歴
同郷の大先輩デューイ・ロバートソンのコーチを受け、1991年にプロレスラーとしてデビュー。カナダおよびアメリカのインディー団体やプエルトリコなど各地を転戦してキャリアを重ね、1997年2月にはショーン・モーガンのリングネームで全日本プロレスに初来日している。メキシコでは覆面レスラーのスティールとして活躍した。
1998年、バル・ビーナスに改名してWWF（現・WWE）に初登場。元AV男優というギミックのベビーフェイスとして、自身が使ったタオルを会場の女性ファンにプレゼントするパフォーマンスで高い女性人気を獲得する。決め台詞は "Hello, Ladies"。後にトリッシュ・ストラタスと組んでヒールに転向。一時期RTCの検閲の対象とされAV男優ギミックを中断したこともある。
2001年にWWF正規軍とアライアンスの抗争が始まった頃はリングを離れていたが、2002年のロイヤルランブルにAV男優ギミックで復帰。その後にリングネームをビッグ・バルボウスキーに改めている。この年に行われたドラフトではSmackDown!に所属することになり、当時ベビーフェイス側であったエッジらと行動を共にした。
RAWに移籍後、GMであるエリック・ビショフの側近となり、リングネームをチーフ・モーリー(モーリー参謀長)に改め、参謀長の渾名通りアングル上でビショフの懐刀となる。GMの力を後ろ盾にビショフ陣営が有利に動くよう、RVDやケインなどの反ビショフ派レスラーたちにヒール攻勢をかけるが失態を繰り返し、ビショフに解雇を通告されるが、当時ビショフと共同でGMをしていたストーン・コールド・スティーブ・オースチンにより再雇用され、リングネームをバル・ビーナスに戻して再びベビーフェースに転向。その後はHEATで新人選手や中堅選手との試合を中心に、RAWでは主にジョバーを務めた。
巧みな試合運びやハイレベルなマイクパフォーマンス、高度なレスリングセンスの持ち主として長年に渡りWWEに在籍していたが、後年はブックに全く恵まれないまま前座要員となり、2009年に解雇された。
WWE解雇後、WWF時代の同僚であったジャイアント・バーナードの手引きにより2009年3月より新日本プロレスに参戦。GBHの一員となり、バーナードとカール・アンダーソンと組んで出場した。22日には棚橋弘至と対戦するも敗戦した。7月にはCHAOSの一員として再びバーナード、アンダーソンと組んでワイルドチャイルド（大森隆男 & 中西学）と抗争を展開した。
11月、ハルク・ホーガンがオーストラリアにて開催したイベントであるハルカマニアに本名であるショーン・モーリー名義で参戦。26日にはニック・ディンスモア、28日にはピンプ・ファーザーと対戦して勝利している。
2010年1月、TNAと契約を交わし入団。1月15日、PPVであるGenesis 2010にてショーン・モーリーとしてダニエルズと対戦して勝利した。19日、iMPACT!にて開始された8カードスタッドトーナメントに出場。1回戦でデズモンド・ウルフと対戦するも敗戦して予選落ちとなった。2月16日、iMPACT!にて勝利した場合は何処へでもいけるという条件であるフォールズ・カウント・エニウェアマッチをジェフ・ジャレットと行い秒殺勝利を収め、TNAから退団する事になった。
TNA退団後、2010年10月、WWEとロード・エージェントとして再契約を交わし入団。
WWEでロード・エージェントとして仕事をする傍らインディー団体にて活動。2011年3月、EXW（Elite Xtreme Wrestling）に参戦し、5月29日にはジャイアント・バーナード & デリック・ナイカークと組んでEXWタッグ王座を保持するフリーク・スクアッド（ドム・ビタリ & フレンチー・リベラ & ガブリエル・ギャロ）と対戦して勝利し、ベルトを奪取。
11月、CWI（Championship Wrestling International）に参戦。18日にシルヴァン・グラニエ、19日にクリス・マスターズと対戦して勝利。
2012年1月7日、ZERO1 USAに参戦し、ザ・シークと対戦するが反則勝ちという裁定に終わる。6月1日、ECPW（East Coast Pro Wrestling）にてビッグ・ダディVと対戦するが敗戦。
2013年8月24日、カナダの団体であるCWE（Canadian Wrestling's Elite）に参戦。ダニー・デュガンと組んでヘビーメタル & ロブ・スターダムと対戦して勝利。
2014年10月18日、カナダの団体であるECCW（Elite Canadian Championship Wrestling）にてゴッドファーザーと組んでECCWタッグ王座争奪3wayマッチに出場。王者チームであるDTA（ダニエル・アドニス & ジョーディ・テイラー）、The BBC（エリック・ロッカー & レディース・チョイス）と対戦するもベルトを奪取するに至らなかった。

## その他
- 妹であるアラナー・モーリーは2001年にエッジと結婚したが、2004年に離婚している。

## 得意技

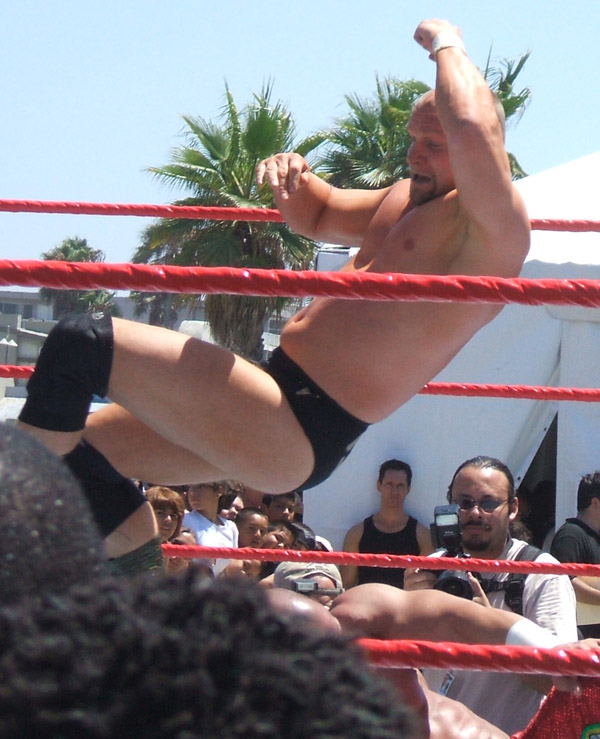
エルボードロップ

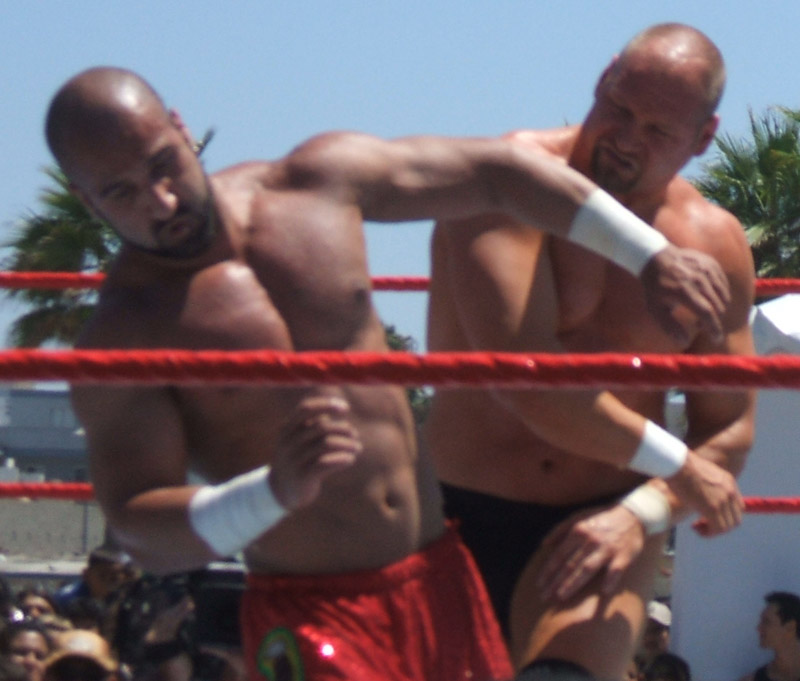
エルボー

### フィニッシュ・ホールド
ビーナス・フライトラップ
裏足4の字固め。
マネー・ショット
ビッグパッケージ
フィッシャーマンズ・スープレックス・ホールド
ハーフネルソン・スラム
片腕で相手をハーフネルソンに捉えた状態で、逆の手で相手の体を持ち上げて、相手をほぼキャンバスと水平状態に振り上げて叩きつける。

### 投げ技
ジャーマンスープレックス
ブルーサンダー
ラシアン・レッグスイープ
スープレックス
スーパープレックス
ベリー・トゥ・バック・スープレックス
スパインバスター
パワーボム
スクープスラム
スパイクDDT

### 打撃技
エルボー
バック・ハンド・チョップ
ドロップキック
エンズイギリ
ランニング・キチンシンク
エルボードロップ
ニードロップ

## タイトル歴
WWF / WWE

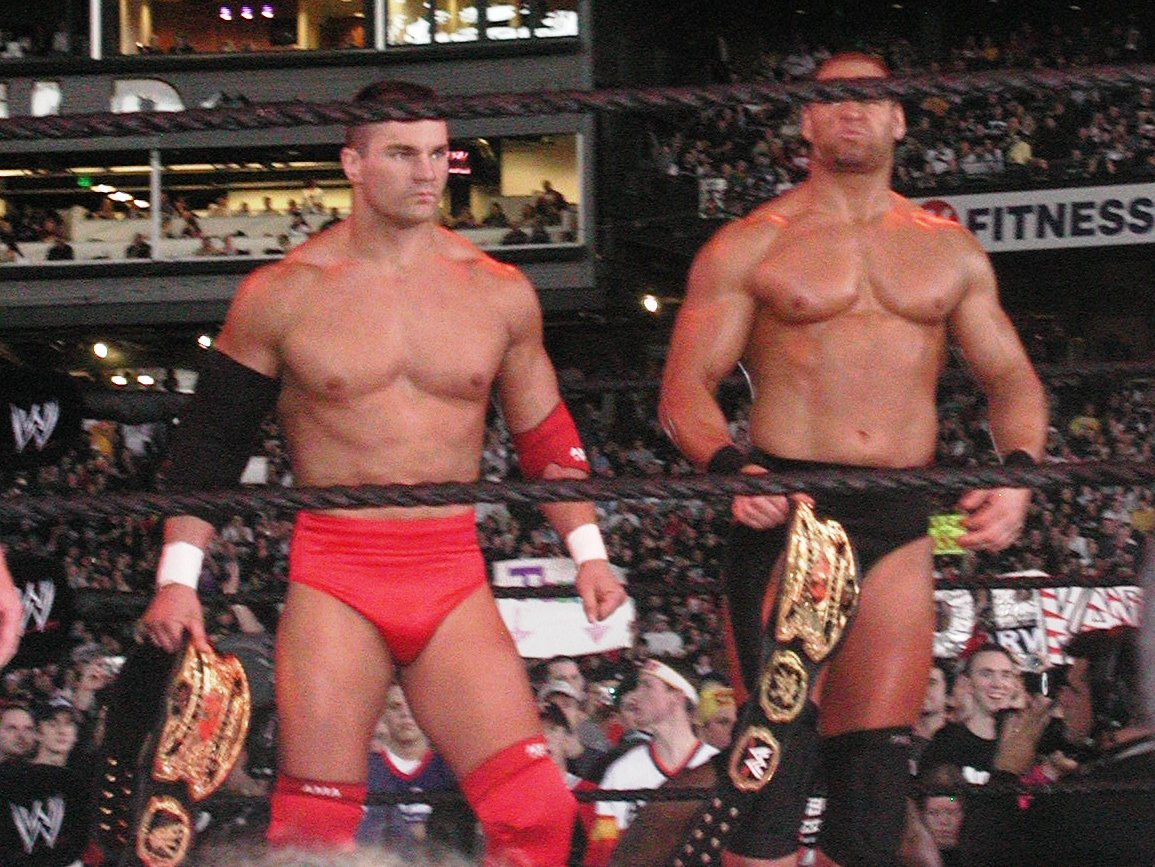
WWE世界タッグ王者時代（左はランス・ストーム）

- WWFインターコンチネンタル王座 : 2回
- WWFヨーロピアン王座 : 1回
- WWE世界タッグ王座 : 1回（w / ランス・ストーム）

BWF
- BWFヘビー級王座 : 1回

WWC
- WWCプエルトリコタッグ王座 : 4回（w / シェーン・セウェル×2、レックス・キング、リッキー・サンタナ）
- WWC TV王座 : 2回

CMLL
- CMLLヘビー級王座 : 1回
- インターナショナル・グランプリ 優勝 : 1回（1997年）

NCW
- NCWヘビー級王座 : 1回

IWA
- IWAタッグ王座 : 1回（w / リッキー・サンタナ）

HWA
- HWAタッグ王座 : 1回（w / スティーブ・ブラッドリー）

## 決め台詞
- Hello, Ladies

## 入場曲
- Hello Ladies
- Chief Morley
- Cool Dude（Remix）